# Agabus zetterstedti
Agabus zetterstedti är en skalbaggsart som beskrevs av Thomson 1856. Agabus zetterstedti ingår i släktet Agabus och familjen dykare. Arten är reproducerande i Sverige. Inga underarter finns listade i Catalogue of Life.